# Julien Guégan
 (janvier 2024).
Julien Guégan est un prêtre catholique et homme politique français né le 17 décembre 1746 à Péaule et mort le 15 mars 1794 à Osma.

## Biographie
Entré dans les ordres en 1767, Julien Guégan est d'abord vicaire à Caden, puis devient recteur de Pontivy en 1778.
Le 18 avril 1789, l'abbé Guégan est élu par la sénéchaussée de Vannes député du clergé aux États généraux. Très ardent, au début, pour les idées nouvelles, il parle sur la constitution civile du clergé, sur l'élection des curés, et prête le serment civique.
Mais ses opinions ne tardent pas à se modifier. Élu, le 6 mars 1791, évêque constitutionnel du Morbihan, il décline cette fonction, le 12, par une lettre adressée aux administrateurs du département et où il s'exprime ainsi :
« Messieurs et chers concitoyens, c'est avec la plus grande douleur que j'ai reçu la nouvelle du choix que MM. les électeurs du département venaient de faire pour le siège épiscopal du Morbihan. Il est infiniment trop flatteur pour moi. Je n'ai malheureusement ni les talents, ni les forces nécessaires pour une si terrible fonction, et bien loin de pouvoir augmenter mon fardeau, je devrais bien plutôt songer à la retraite. »
En même temps il écrit au pape pour lui faire part de son refus ; Pie VI lui répond par un bref daté du 30 mars qui loue l'attitude de l'abbé Guégan et l'invite à persévérer dans sa résolution. Guégan alla plus loin : il rétracte son serment à la constitution civile du clergé.
Ayant subi la loi de la déportation, il doit passer en Espagne, où il reçoit l'hospitalité de l'archidiacre d'Osma. Il meurt peu après, dans cette localité, de la fièvre jaune.

## Sources
- Dictionnaire des parlementaires français de 1789 à 1889 (Adolphe Robert et Gaston Cougny)